# Rajon Tong
Der Rajon Tong ist ein Rajon im kirgisischen Oblus Yssyk-Köl. Verwaltungssitz ist Bökönbajew.

## Geographie
Der Rajon Tong grenzt an den Rajon Yssykköl im Nordwesten, den Rajon Dscheti-Ögüs im Südosten und das Oblus Naryn im Süden.
Der Rajon liegt zwischen dem Südufer des Yssykköl-Sees und dem Terskej-Alatau-Gebirge und verfügt über einen natürlichen Ausgang aus der Yssykköl-Senke nach Westen durch die Boom-Schlucht. Die Ausläufer des Terskej-Alataus bestehen aus mesozoischen und känozoischen Ablagerungen und sind stark von Schluchten und Flusstälern durchzogen. Im flachen Gebiet an der Küste des Yssykköl gibt es Seeuferebenen und Flusskegel, manchmal unterbrochen durch Vorgebirgskämme. Ungefähr 89 % des Bezirks sind von Bergen und 11 % von Tälern eingenommen. Wichtigste Flüsse sind der Tong, Aksai, Ak-Terek und Tuura-Suu.

## Bevölkerung
| Jahr | Einwohnerzahl |
| ---- | ------------- |
| 1970 | 39.623        |
| 1979 | 43.683        |
| 1989 | 49.181        |
| 1999 | 46.701        |
| 2009 | 49.130        |
| 2021 | 53.401        |

Quellen:
Im Jahr 2009 gab es im Rajon 17.452 Haushalte.

## Gliederung
| Landgemeinde    | Verwaltungssitz | Einwohner 2009 | Einwohner 2021 |
| --------------- | --------------- | -------------- | -------------- |
| Ak-Terek        | Kara-Koo        | 08.092         | 08.501         |
| Bolot-Mambetow  | Emperowo        | 05.276         | 06.531         |
| Kadschy-Sai     | Kadschy-Sai     | 04.222         | 04.115         |
| Kek-Moinok      | Ak-Olen         | 02.750         | 03.826         |
| Kel-Ter         | Togus-Bulak     | 04.300         | 05.485         |
| Kjon-Tschygysch | Bökönbajew      | 10.951         | 14.093         |
| Tert-Kul        | Tert-Kul        | 05.202         | 07.150         |
| Tong            | Tong            | 02.247         | 03.399         |
| Ulakol          | Ottuk           | 05.990         | 08.775         |
| Gesamt          |                 | 49.130         | 53.401         |